# Adriaen Brouwer

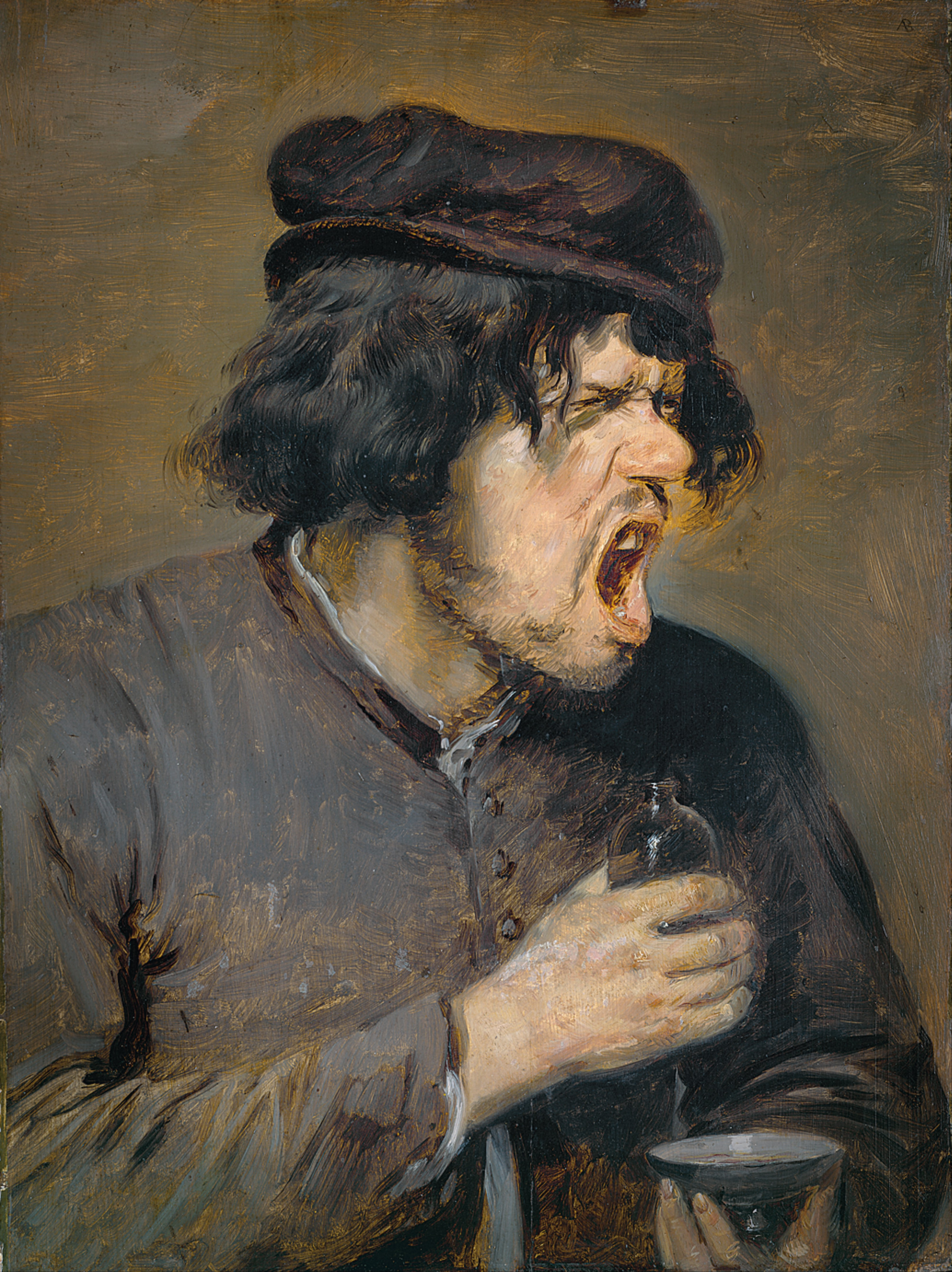
Gorzki łyk, ok. 1635, Städelsches Kunstinstitut

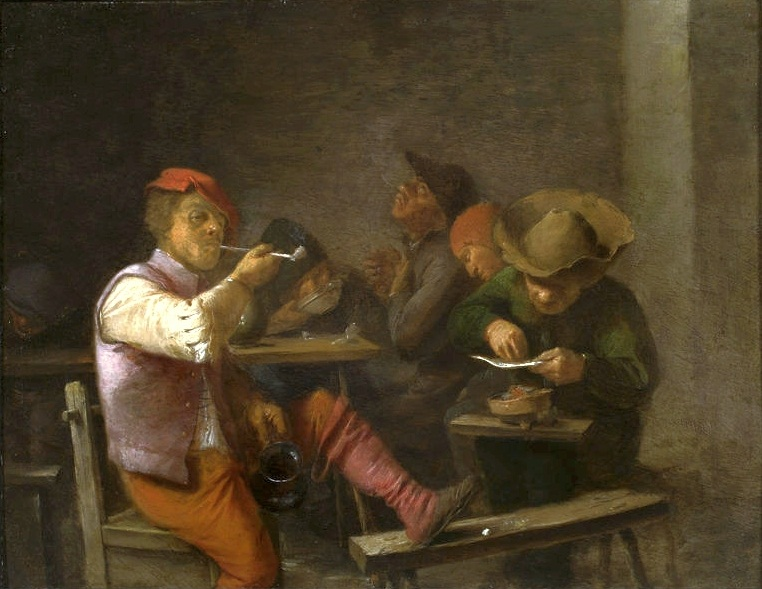
Palacze w karczmie, I poł. XVII w., Muzeum Narodowe w Warszawie

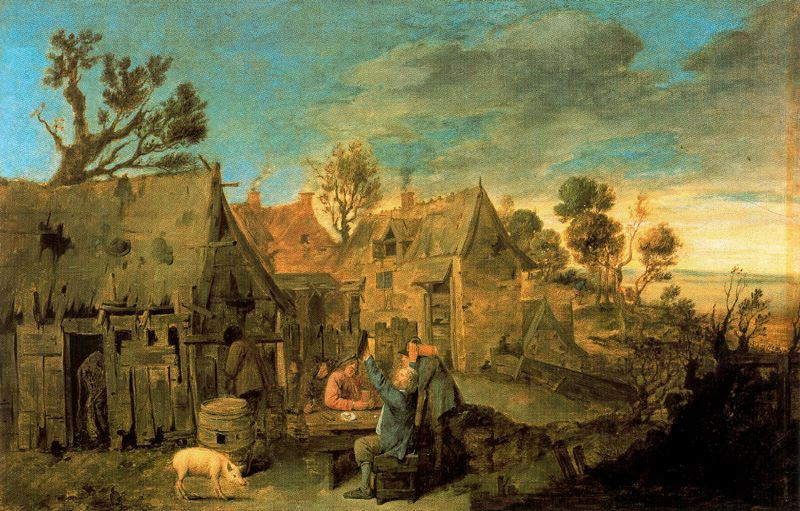
Wiejska scena z pijącymi mężczyznami, ok. 1631-35, Muzeum Thyssen-Bornemisza

Adriaen Brouwer (wym. /ɑdriˈjaːn ˈbrʌwər/; ur. 1605 w Oudenaarde, zm. 1638 w Antwerpii) malarz flamandzki.
Urodził się w rodzinie tkacza, prawdopodobnie jako Adriaen de Brauwer. Po wyjeździe do Brukseli uczył się w warsztacie Pietra Breughela "Piekielnego", skąd wyniósł zamiłowanie do dosadnych, realistycznych oraz karykaturalnych scen. W latach 1623–1624 pracował u Fransa Halsa w Haarlemie, prawdopodobnie działał też w Amsterdamie. Przez pewien okres przebywał w więzieniu, zapewne za długi lub proholenderskie sympatie. W 1631 przeniósł się do Antwerpii, gdzie poznał Rubensa, który nabył wiele jego obrazów. Zmarł w 33. roku życia najprawdopodobniej z powodu alkoholizmu. Pierwotnie został pochowany w zbiorowym grobie dla ubogich, dopiero po interwencji malarzy z cechu zorganizowano mu godny pochówek.
Brouwer był człowiekiem wykształconym i niezależnym, ceniącym sobie przygody. W mistrzowski sposób przedstawiał włóczęgów i żebraków, uczestników bójek i pijatyk, grających w karty. Atmosferę karczmy czy brudnej izby oddawał prostymi środkami malarskimi stosując niemal monochromatyczną paletę. Jego małoformatowe kompozycje podporządkowane są schematom geometrycznym, malowane lekko, szerokimi pociągnięciami pędzla przypominają bardziej szkice. Artysta był także twórcą cenionych pejzaży, w których, dzięki odpowiedniej grze światła i koloru, daje się zaobserwować pierwiastek romantyczny. Jego twórczość inspirowała malarzy rodzajowych XVII w., szczególnie zaś: Davida Teniersa, Adriaena Ostade i Joosa Craesbeecka.
Obrazy Brouwera cieszyły się popularnością już za jego życia, osiągały też wysokie ceny i powstawały ich liczne kopie. Sam artysta nie był poważany przez współczesnych, być może ze względu na pospolitą tematykę jego obrazów i kontrowersyjny tryb życia. Francuski historyk sztuki André Félibien (1619-1695) pisał o nim z jawną niechęcią, sugerując, że obrazy Brouwera ilustrowały życie, które malarz prowadził.
W Muzeum Narodowe w Warszawie znajdują się obraz Brouwera, Palacze w karczmie (Chłopi w karczmie) nr inw. M.Ob. 2563.

## Wybrane prace
Adriaen Brouwer zwykle sygnował swoje prace monogramem, jednak prawie nigdy nie datował. Dlatego ustalenie chronologii jest trudne i jedynie orientacyjne.
Sceny rodzajowe i portrety
- Pijacy i palacze - 1635, olej na płycie, 35×26 cm, Stara Pinakoteka, Monachium
- Bójka chłopska - ok. 1635, olej na desce, 26,5×34,5 cm, Galeria Obrazów Starych Mistrzów w Dreźnie
- Gorzki łyk - ok. 1635, olej na desce, 47×35 cm, Städelsches Kunstinstitut
- Robiący miny - ok. 1635, olej na desce, 13,7×10,5 cm, Narodowa Galeria Sztuki w Waszyngtonie
- Wiejska scena z pijącymi mężczyznami - ok. 1635, olej na płótnie, 63×95,9 cm, Muzeum Thyssen-Bornemisza
- Szkoła wiejska - Berlin
- Człowiek palący fajkę - Luwr
- Człowiek pijący - Nantes
- Palarnia - Luwr
- Pijacy w stodole - Rennes
- Palacze - Budapeszt
- Pijatyka - Rijksmuseum, Amsterdam
- Pijący przy stole - Bruksela
- Kłótnia chłopska - Drezno
- W tawernie

Pejzaże
- Światło księżyca, Rotterdam,
- Wieczór na wydmach, Wiedeń,
- Wieś o zmierzchu, Luwr,
- Krajobraz w świetle księżyca, Berlin.